# Lichtenberg
Lichtenberg (pronunciación en alemán: /ˈlɪçtn̩ˌbɛʁk/ⓘ) es el undécimo distrito de Berlín, Alemania. En la reforma administrativa de Berlín de 2001, este distrito fue fusionado con el distrito de Hohenschönhausen.
En Lichtenberg se localiza el Tierpark Berlín, el más grande de los zoológicos de Berlín. Lichtenberg fue también la sede del extenso complejo de la sede de la Stasi, el servicio de inteligencia de Alemania Oriental. El complejo es ahora un museo. El Memorial Berlín Hohenschönhausen está en el lugar donde se localizaba la principal prisión de la Stasi.

## Localidades del distrito Lichtenberg

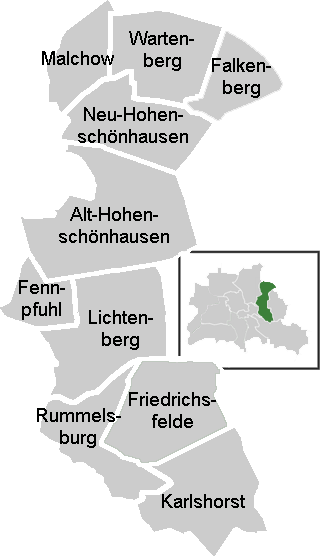
Localidades de Lichtenberg.

- Friedrichsfelde
- Karlshorst
- Lichtenberg
- Falkenberg
- Malchow
- Wartenberg
- Neu-Hohenschönhausen
- Alt-Hohenschönhausen
- Fennpfuhl
- Rummelsburg

## Administración
El alcalde del distrito Lichtenberg (Bezirkbürgermeister) es Michael Grunst del die Linke.

División de los escaños del Parlamento del Distrito Lichtenberg en 2016.

El Parlamento del distrito, con 55 miembros (Bezirksverordenetenversammlung) estaba conformado por los siguientes partidos políticos en 2016:
- Die Linke, 18 miembros
- SPD, 13 miembros
- AfD, 12 miembros
- CDU, 7 miembros
- Grüne, 5 miembros

## Ciudades hermanadas
- 5. Distrito, Maputo, Mozambique desde 1995.
- Białołęka, Varsovia, Polonia desde 2000.
- Kaliningrad, Rusia desde 2001.
- Distrito de Hajnówka, Polonia desde 2001.
- Alejandría, Egipto desde 2001.
- Municipio de Jurbarkas, Lituania desde 2003.